# Trachichthyiformes
Trachichthyiformes là danh pháp khoa học của một bộ cá vây tia.
Bộ này được Moore đặt tên năm 1990 nhưng chưa có định nghĩa cụ thể.    
Năm 1993 Moore đưa ra định nghĩa và giới hạn cụ thể của bộ này. Ông cho rằng bộ Beryciformes theo định nghĩa khi đó là không đơn ngành khi bao gồm Berycidae, Holocentridae, Polymixiidae và phần chứa các họ được ông tách ra để xếp vào trong bộ theo tên gọi mới.

## Định nghĩa gốc
Theo định nghĩa của Moore thì thành phần bộ Trachichthyiformes tới cấp họ như sau:
- Phân bộ Trachichthyoidei 
  - Họ Trachichthyidae
  - Họ Monocentridae
  - Họ Anomalopidae
  - Họ Diretmidae
  - Họ Anoplogastridae
- Phân bộ Stephanoberycoidei
  - Họ Melamphaidae
  - Họ Hispidoberycidae
  - Họ Stephanoberycidae
  - Họ Gibberichthyidae
  - Họ Rondeletiidae
  - Họ Barbourisiidae
  - Họ Megalomycteridae (hiện nay là một phần họ Cetomimidae)
  - Họ Cetomimidae.

## Thay đổi
Ricardo Betancur-R et al. (2013) mở rộng bộ Beryciformes để chứa cả hai bộ Stephanoberyciformes nghĩa hẹp và Cetomimiformes, xếp họ Holocentridae sang một bộ riêng, gọi là Holocentriformes. Trong trường hợp này định nghĩa và giới hạn của bộ Beryciformes gần giống như bộ Trachichthyiformes của Moore (1993); ngoại trừ việc Moore loại họ Berycidae ra khỏi bộ này, đồng thời công nhận họ Megalomycteridae (gồm 4 chi Ataxolepis, Cetomimoides, Megalomycter và Vitiaziella; hiện nay coi là một phần họ Cetomimidae). Trong phiên bản 4 năm 2017, Betancur-R et al. phục hồi lại Trachichthyiformes như là một bộ tách biệt với Beryciformes.

## Phân loại
Bộ này hiện tại chứa 5 họ:
- Anomalopidae: 6 chi, 9 loài.
- Anoplogastridae: 1 chi, 2 loài.
- Diretmidae: 3 chi, 4 loài.
- Monocentridae: 2 chi, 4 loài.
- Trachichthyidae: 8 chi, 48 loài.

## Phát sinh chủng loài
Phát sinh chủng loài trong phạm vi Acanthopterygii vẽ theo Betancur-Rodriguez et al. 2017.

|  | Beryciformes       |
|  |                    |
|  | Trachichthyiformes |
|  |                    |

| Holocentrimorphaceae | Holocentriformes |
|                      | Holocentriformes |
|                      | Percomorphaceae  |
|                      |                  |

|  | Beryciformes       |
|  |                    |
|  | Trachichthyiformes |
|  |                    |

| Holocentrimorphaceae | Holocentriformes |
|                      | Holocentriformes |
|                      | Percomorphaceae  |
|                      |                  |

Phát sinh chủng loài trong phạm vi Acanthopterygii vẽ theo Borden et al. (2019):

|  | Beryciformes                                                     |
|  |                                                                  |
|  | \| \| Holocentriformes \| \| \| \| \| \| Percomorpha \| \| \| \| |
|  |                                                                  |
|  | Holocentriformes                                                 |
|  |                                                                  |
|  | Percomorpha                                                      |
|  |                                                                  |

|  | Holocentriformes |
|  |                  |
|  | Percomorpha      |
|  |                  |

|  | Beryciformes                                                     |
|  |                                                                  |
|  | \| \| Holocentriformes \| \| \| \| \| \| Percomorpha \| \| \| \| |
|  |                                                                  |
|  | Holocentriformes                                                 |
|  |                                                                  |
|  | Percomorpha                                                      |
|  |                                                                  |

|  | Holocentriformes |
|  |                  |
|  | Percomorpha      |
|  |                  |

Phát sinh chủng loài nội bộ Trachichthyiformes vẽ theo Betancur et al. (2017):

|  | Monocentridae |
|  |               |
|  | Anomalopidae  |
|  |               |

|  | Trachichthyidae (một phần)                                                     |
|  |                                                                                |
|  | \| \| Anoplogastridae \| \| \| \| \| \| Trachichthyidae (một phần) \| \| \| \| |
|  |                                                                                |
|  | Anoplogastridae                                                                |
|  |                                                                                |
|  | Trachichthyidae (một phần)                                                     |
|  |                                                                                |

|  | Anoplogastridae            |
|  |                            |
|  | Trachichthyidae (một phần) |
|  |                            |

|  | Monocentridae |
|  |               |
|  | Anomalopidae  |
|  |               |

|  | Trachichthyidae (một phần)                                                     |
|  |                                                                                |
|  | \| \| Anoplogastridae \| \| \| \| \| \| Trachichthyidae (một phần) \| \| \| \| |
|  |                                                                                |
|  | Anoplogastridae                                                                |
|  |                                                                                |
|  | Trachichthyidae (một phần)                                                     |
|  |                                                                                |

|  | Anoplogastridae            |
|  |                            |
|  | Trachichthyidae (một phần) |
|  |                            |

|  | Monocentridae |
|  |               |
|  | Anomalopidae  |
|  |               |

|  | Trachichthyidae (một phần)                                                     |
|  |                                                                                |
|  | \| \| Anoplogastridae \| \| \| \| \| \| Trachichthyidae (một phần) \| \| \| \| |
|  |                                                                                |
|  | Anoplogastridae                                                                |
|  |                                                                                |
|  | Trachichthyidae (một phần)                                                     |
|  |                                                                                |

|  | Anoplogastridae            |
|  |                            |
|  | Trachichthyidae (một phần) |
|  |                            |

|  | Monocentridae |
|  |               |
|  | Anomalopidae  |
|  |               |

|  | Trachichthyidae (một phần)                                                     |
|  |                                                                                |
|  | \| \| Anoplogastridae \| \| \| \| \| \| Trachichthyidae (một phần) \| \| \| \| |
|  |                                                                                |
|  | Anoplogastridae                                                                |
|  |                                                                                |
|  | Trachichthyidae (một phần)                                                     |
|  |                                                                                |

|  | Anoplogastridae            |
|  |                            |
|  | Trachichthyidae (một phần) |
|  |                            |